# Augusts Ozols
Augusts Voldemārs Ozols (* 3. Augustjul. / 16. August 1908greg. in Riga; † 17. August 1980 in Port Townsend) war ein lettischer Fußball- und Eishockeyspieler.

## Karriere und Leben
Augusts Ozols wurde im Jahr 1908 in Riga in die Familie des Bauunternehmers Pēteris Ozols und seiner Frau Anna (geb. Arende) geboren. Er besuchte die Technische Schule in Riga im Fachbereich Elektrotechnik. Von 1931 bis 1941 studierte Ozols mit Unterbrechungen Bauingenieurwesen an der Technischen Fakultät der Universität Lettlands. Er war Mitglied der Studentenverbindung Fraternitas Lettica. In der ersten Hälfte der 1930er Jahre arbeitete Ozols auch als Telefontechniker. 1935 und 1936 leistete er seinen Wehrdienst im 6. Rigaer Infanterieregiment ab. Während des Zweiten Weltkriegs arbeitete Ozols als Bauleiter des Staatlichen Baufonds. 
Nach dem Krieg gelangte Ozols nach Deutschland. Er lebte in einem Flüchtlingslager in Mannheim und wanderte 1948 nach Australien und von dort in die Vereinigten Staaten aus. Dort arbeitete Ozols im US-Bundesstaat Washington als Bauunternehmer. Ozols war verheiratet mit Alice Jane Carroll (?–1980). Er starb zusammen mit seiner Ehefrau bei einem Autounfall einen Tag nach seinem 72. Geburtstag in Port Townsend.

### Fußball
Augusts Ozols spielte in seiner Fußballkarriere als Verteidiger. Die ersten drei Jahre davon verbrachte er in der Mannschaft des LSB Riga in der Virslīga, der höchsten lettischen Spielklasse. Er war aber vor allem als langjähriger Verteidiger des Universitätssportteams der Universität Lettlands bekannt und wurde Mitte der 1930er Jahre in der Presse als einer der besten Spieler innerhalb der Mannschaft angesehen.

### Eishockey
Augusts Ozols war auch ein bemerkenswerter Eishockeyspieler. Der auf der Position des Verteidigers spielende Ozols stand mehrfach im Kader der lettischen Nationalmannschaft, darunter bei den Olympischen Winterspielen 1936 und bei den Weltmeisterschaften 1935 und 1938. Er absolvierte jedoch kein offizielles Länderspiel für Lettland. Er spielte insgesamt neun Saisons von 1930 bis 1939 Eishockey in der Universitätssportmannschaft der Universität Lettlands. Im Jahr 1937 wurde er mit der Mannschaft Lettischer Meister.